# Josep Francesc Llevat Briansó
Josep Francesc Llevat Briansó (Reus, 31 de desembre de 1941 - 16 d'octubre de 2024) (conegut també com a Paco Llevat), va ser un farmacèutic català i alcalde de Reus.
Fill de l'industrial Paco Llevat (de malnom «Paco Samarretes», per tenir una indústria tèxtil), regidor durant el franquisme, net del psiquiatre Josep Briansó Salvador i besnet d'Emili Briansó Planes, va estudiar farmàcia a la Universitat de Barcelona. Va ser president de la Jove Cambra de Reus que li serví de plataforma pels seus interessos polítics. Alcalde de Reus designat el 1973 i diputat provincial, dimití el 1977 per presentar-se a les eleccions generals i anà a les llistes de la Unió del Centre i la Democràcia Cristiana de Catalunya, on no resultà elegit. Des de l'alcaldia va promoure una entitat, la Mancomunitat de la comarca. Va actuar en diverses obres públiques, com l'Autovia de Bellisens, el pavelló de Fires i el parc de sant Jordi. Un dels afers més polèmics va ser el de la construcció de l'aparcament subterrani a la plaça de Prim, que va tenir molts detractors, i un altre va ser la supressió del carrilet de Reus a Salou que va proposar de substituir per un tren vertebrat que no es va materialitzar mai, i que va donar lloc a l'especulació dels terrenys de les antigues estacions del carrilet. El 1977, amb motiu de la canonització de la Mare Molas, Josep Francesc Llevat va regalar pel seu compte l'escultura de «La pastoreta», obra de Joan Rebull i situada a la Plaça de la Pastoreta, al Vaticà. La resposta popular de protesta va ser immediata, i van sortir publicats fulls volants i adhesius i es van celebrar diverses concentracions i manifestacions sota el lema «Salvem la plaça» i «Volem La Pastoreta», on es reivindicava l'ús públic d'aquell espai i la restitució de l'escultura. Joan Rebull va fer entrega a la ciutat d'una nova escultura, lleugerament diferent a l'anterior.
Llevat va publicar l'any 1982 Quo vadis Reus, unes memòries referents a la seva etapa d'alcalde, alguns llibres més aviat anecdòtics sobre Reus en diversos anys i un resum biogràfic del general Prim el 2013.